# Bruchus lyndhurstensis
Bruchus lyndhurstensis là một loài bọ cánh cứng trong họ Bruchidae. Loài này được Blackburn miêu tả khoa học năm 1900.